# Kablar
Kablar (în sârbă chirilică: Каблар, pronunțat [kǎblaːr]) este un munte din centrul Serbiei care aparține de Alpii Dinarici. Are o altitudine de 889 de metri deasupra nivelului mării. Acesta se află, pe cale terestră, la 23 km de orașul Čačak și la 155 km de Belgrad. Pe cale aeriană, se află la 13 km de Čačak și la 100 km de Belgrad. Împreună cu muntele Ovčar din apropiere, formează Cheile Ovčar-Kablar prin care curge râul Morava de Vest.

## Caracteristici
Muntele Kablar se găsește la coordonatele 43°54′48″N 20°11′05″E / 43.91333°N 20.18472°E și cel mai înalt vârf al său are o altitudine de 889 de metri deasupra nivelului mării.
Este situat în sud-vestul regiunii Sumadija, în timp ce muntele adiacent, care este foarte apropiat, Ovčar (985 m) se află în marginea de nord-est a regiunii Dinaric. Printre cei doi munți curge râul Morava de Vest prin Defileul Ovčar-Kablar. Cele două vârfuri se află la doar doi kilometri și jumătate distanță în aer unul de celălalt. Clima este continentală montană și temperată. Munții Kablar și Ovčar sunt vizibili pe vreme senină din părțile mai înalte ale Belgradului, de exemplu din Ripanj sau din Avala. 

## Obiective turistice
În Cheile Ovčar-Kablar și pe partea muntelui Kablar, numeroase mănăstiri creștine ortodoxe sunt situate la o distanță relativ mică una de alta. Populația din jur numește aceste mănăstiri „Muntele Sfânt Sârb (sau Athosul Sârbesc)”. Există în defileu în total douăsprezece mănăstiri active și două biserici.